# Лаодіка IV
Лаодіка IV —  елліністична принцеса і правителька  Селевкідської держави.

## Біографія

### Сім'я, юні роки
Її батьками були правителі держави Селевкідів Антіох III Великий і Лаодіка III. По батьківській лінії її дідом і бабусею були Селевк II і Лаодіка II, по материнській — понтійський цар Мітрідат II Понтійський і його дружина — Селевкідська принцеса  Лаодіка . Таким чином, батьки Лаодіки були двоюрідними родичами.
Лаодіка народилася і виросла в селевкідській державі, і на острові Делос збереглось присвячений їй почесний напис.

### Перший шлюб
У 196 році до н. е. старший брат Лаодіки  Антіох був проголошений майбутнім правителем батьківського царства, і в цьому ж році вони стали подружжям. Ця подія стала першим шлюбом між братом і сестрою в історії династії. Від цього союзу народилася дочка  Ніса, що стала дружиною понтійського правителя  Фарнака I.
Антіох III призначив свою доньку в 193 році до н. е. головною жрицею державного культу, присвяченого її покійної матері  Лаодіки III і розташованого в  Мідії.

### Другий шлюб
Антіох III видав Лаодіку за середнього брата Селевка IV, що став співправителем батька і його спадкоємцем. Підсумком цього союзу стало народження трьох дітей:  Антіоха,  Деметрія I Сотера і  Лаодіки V.
У 187 році до н. е. помер Антіох III, і країну очолили Селевк і Лаодіка. Їхнє правління тривало до 175 року до н. е., коли помер Філопатор.
Незадовго до смерті Селевк зміг визволити свого брата  Антіоха з римського полону, але замість нього йому довелося відправити туди Деметрія.

### Третій шлюб
Після загибелі Селевка IV, Лаодіка вийшла заміж за молодшого брата  Антіоха IV Епіфана, який став регентом при її старшому сину Антіоху. Але в 170 році до н. е. дитина була убита за наказом дядька, який успадкував престол. Лаодіка народила своєму чоловікові двох дітей —  Антіоха V і  Лаодіку VI. Після загибелі Епіфана країною став правити їх син.

### Смерть
Після загибелі Антіоха IV в 164 році до н. е.,  Лісій став регентом при малолітньому синові царя. Лісій розбив Філіпа в 163 році до н. е., і отримав підтримку з Риму за виконання умов Аппамейського світу.
Після цього регент розправився з Лаодікою IV і її старшою дочкою від шлюбу з Епіфаном — вдовою царя Каппадокії.